# Egna märkesvaror

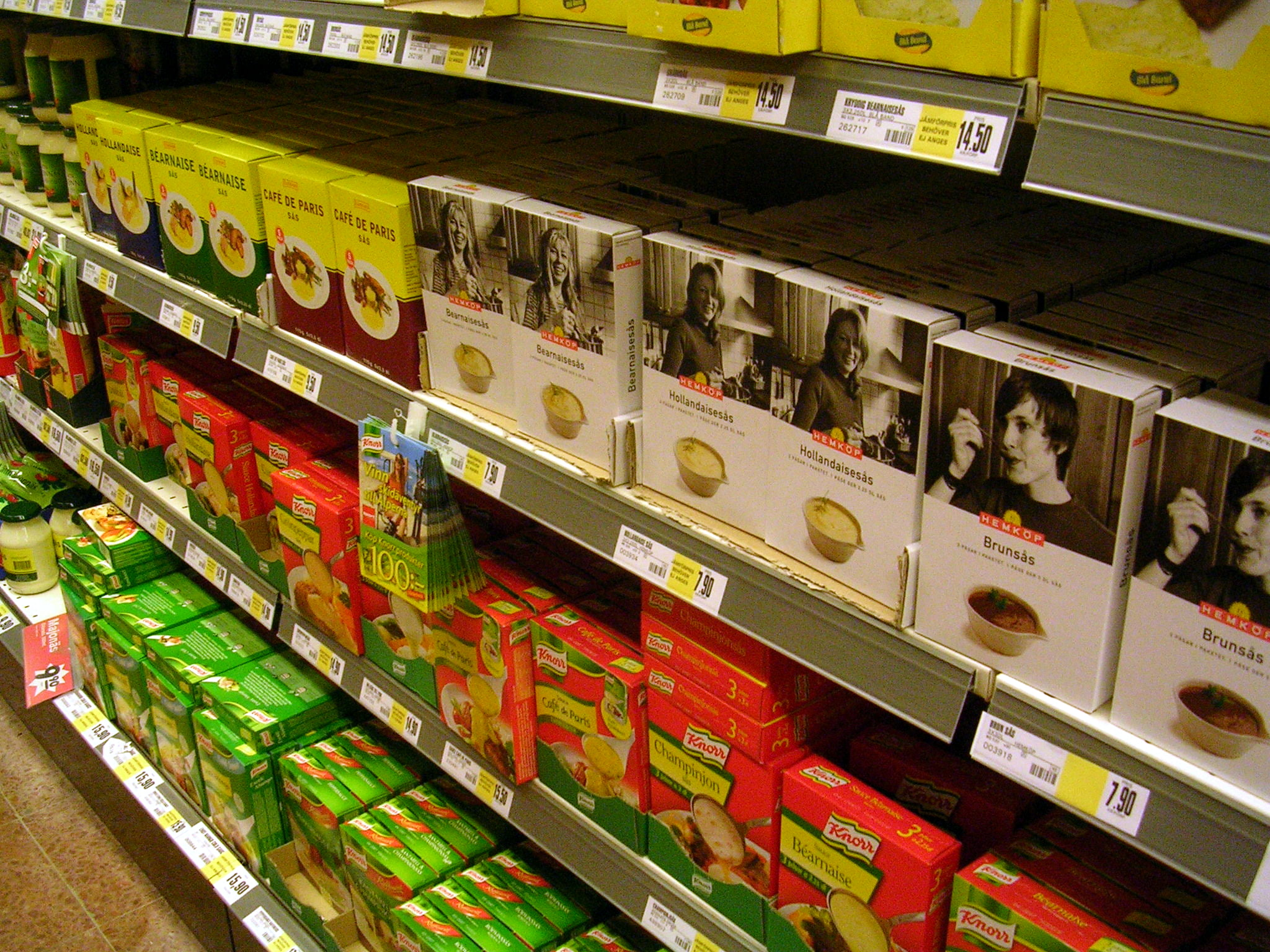
Såspulver i en Axfoodaffär. De egna varumärkena (Hemköp och Eldorado) står tillsammans med leverantörernas märken (Knorr och Blå band).

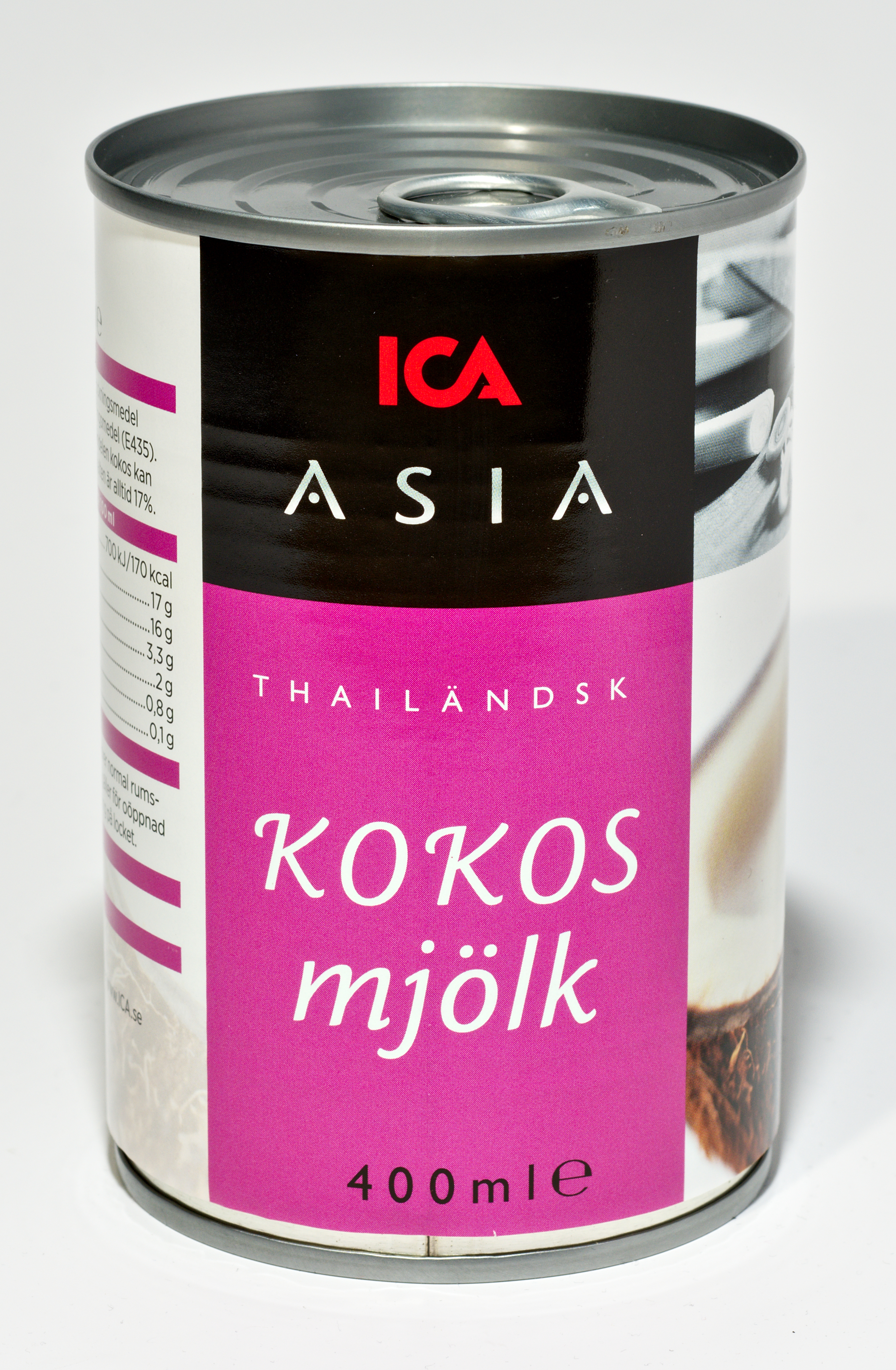
En konservburk med kokosmjölk från ICA.

Egna märkesvaror (även distributörsmärken, EMV, egna varumärken med mera) kallas produkter som detaljhandeln säljer under eget varumärke, men inte tillverkar själva. De låter istället en leverantör tillverka varorna åt dem.
EMV förekommer främst i specialbutiker som Hennes & Mauritz och Ikea, men har under 2010-talet tagit en allt större plats i dagligvaruhandeln, som till exempel ICA.
Några fördelar med EMV för distributören är:
- större frihet och flexibilitet vad gäller prissättning.
- större marginaler vilket ger högre vinst.
- skapa prispress på icke EMV-varor.
- man slipper betala för producentens marknadsföringskostnader.
- möjlighet till större kontroll över produkters egenskaper och kvalitet.

Många menar att det ökade utbudet av egna märkesvaror tränger ut de mindre tillverkarna från marknaden och att det således inte leder till ökad konkurrens.

## Olika typer av EMV
Egna märkesvaror kan delas upp i fyra kategorier:
1. Märken som heter som kedjan, exempelvis Ikeas produkter och matvaror som det står Ica, Willys eller Coop på.
2. Märken som inte har någon direkt koppling till kedjan genom namnet, men som ändå är EMV. Exempel på sådana är L.O.G.G., Eldorado och flera av de märken man hittar hos Lidl och Netto.
3. Märken som är en mix av distributörsmärke och producentmärke, s.k. Cobranding, exempelvis "för Ikea av Whirlpool" och "för Granngården av Stiga". Detta görs främst när det handlar om maskiner, där återförsäljaren inte vill ta på sig garanti- och serviceåtagandet.
4. Generiska märken, som inte har något varumärke, där produkterna har sitt generiska namn (exempelvis bara Kakaopulver eller Lingonsylt). Blåvitt var till en början ett exempel på sådana. Tandkrämen hette inte Blåvit Tandkräm, den hette bara Tandkräm. Blåvitt blev dock ett varumärke med tiden.